# Acrocercops cyanodeta
Acrocercops cyanodeta är en fjärilsart som beskrevs av Edward Meyrick 1918. Acrocercops cyanodeta ingår i släktet Acrocercops och familjen styltmalar. Inga underarter finns listade i Catalogue of Life.